# Gildo Vilanculos
Gildo Lourenço Vilanculos (sinh ngày 31 tháng 1 năm 1995) là một cầu thủ bóng đá người Mozambique hiện đang thi đấu cho Marítimo ở vị trí Tiền đạo

## Sự nghiệp bóng đá
Gildo Vilanculos bắt đầu sự nghiệp bóng đá tại câu lạc bộ Mozambique Ferroviário.
Vào ngày 10 tháng 1 năm 2017, Gildo ký bản hợp đồng 4,5 năm cùng với Marítimo.